# Torneio Quadrangular Interestadual de 1954
O Torneio Quadrangular Interestadual, também chamado de Torneio Quadrangular do Rio de Janeiro, foi um torneio amistoso de futebol disputado em 1954, concomitante ao Torneio Rio-São Paulo.
O torneio ocorreu no município do Rio de Janeiro, então Distrito Federal, em formato de quadrangular, com a participação de clubes de três estados:
 Botafogo (3.º lugar do Campeonato Carioca);
 Fluminense (vice-campeão do Campeonato Carioca);
 Internacional (campeão do Campeonato Gaúcho);
Palmeiras (vice-campeão do Campeonato Paulista).
O Torneio Quadrangular foi idealizado para comemorar os 50 anos de vida do
Botafogo. Este foi o primeiro título conquistado pelo Botafogo no Estádio do Maracanã.

## O campeonato
A primeira partida foi entre Botafogo e Palmeiras no Maracanã. O placar foi inaugurado após jogada de Garrincha, que passou por Dema e Sarno, e entregou a Jayme marcar. O empate do Palmeiras ocorreu após Liminha concluir boa jogada de Jaime. O Palmeiras virou depois que um chute de Liminha sobrou para Berto concluir. Dino em jogada individual deixou a partida em 2 a 2. A virada do Botafogo ocorreu após jogada individual de Garrincha, que entregou a Jayme marcar. O Botafogo ampliou em outra jogada de Garrincha que Dino concluiu. O Palmeiras descontou depois de jogada de Moacir concluída por Otávio.
A segunda partida foi entre Fluminense e Internacional. Após rebote do goleiro em chute de João Carlos, Telê Santana abriu o marcador para os tricolores. Canhotinho empatou após aproveitar uma confusão na área. Robson fez grande jogada individual e passou a Waldo que virou a partida.
A terceira partida foi entre Botafogo e Internacional. Os gaúchos sempre estiveram  à frente no placar. O Internacional abriu o placar em chute de longa distância de Canhotinho. Garrincha vislumbrou Dino e o serviu para o empate alvinegro. Um chute despretensioso de Bodinho colocou os colorados novamente com vantagem no marcador. Dino recebeu excelente passe de Jayme e igualou a partida. A partida ficou marcada pela disputa entre Oreco e Garrincha. O ponta direita aplicou dribles sensacionais no lateral colorado no tento inicial, mas Oreco se recuperou no segundo tempo e acabou por dominar Garrincha na segunda etapa.
A quarta partida foi entre Botafogo e Fluminense no Maracanã com grande atuação de Garrincha sobre o veterano Bigode. Devido as outras partidas, o A Noite apontava o Fluminense como favorito para a partida.  Esquerdinha cruzou e Waldo de cabeça inaugurou o marcador para o Fluminense. De acordo com o jornal: "Bigode, diante da velocidade impressionante de Garrincha, muitas vezes seria completamente embrulhado pelo ponteiro, e teria que apelar para o jogo brusco". Garrincha cobrou escanteio, Carlyle desviou e Dino concluiu para empatar o jogo. Bigode derrubou Garrincha dentro da área, num pênalti que estava "há muito amadurecendo". O próprio Garrincha bateu para virar o jogo. Carlyle cruzou e Dino concluiu para fechar o marcador.
A quinta e última partida foi entre Fluminense e Palmeiras no Estádio das Laranjeiras. O veterano Jair Rosa Pinto cobrando violenta falta abriu o marcador. João Carlos empatou após receber passe de Waldo. O mesmo Waldo conclui escanteio para virar a partida.
A partida prevista entre Internacional e Palmeiras não foi realizada, tendo em vista que o Botafogo já era o campeão.

## Fichas técnicas
BOTAFOGO 4x3 PALMEIRAS 

Data: 17/04/1954 

Local: Maracanã, Rio de Janeiro 

Público: 12.343 (8.476 pags.) 

Árbitro: Eunápio Gouveia de Queiroz 

Competição: Quadrangular Interestadual 

Gols: Jayme, aos 12', Liminha, aos 20' e Berto, aos 43' (1º tempo); Dino, aos 20', Jayme, aos 22', Dino, aos 43' e Otávio, aos 44' (2º tempo). 

Botafogo: Gílson (Amaury), Araty, Thomé (Orlando Maia) e Floriano; Bob e Ruarinho; Garrincha, Moacyr Vinhas (Paulinho), Dino, Jayme e Vinícius. Técnico: Gentil Cardoso. 

Palmeiras: Cavani, Rubens e Juvenal; Valdemar Fiúme (Gérsio), Sarno e Dema (Manuelito); Nei, Liminha, Berto (Otávio), Jair e Moacir. Técnico: Cláudio Cardoso. 

Fonte: Diário de Notícias 

FLUMINENSE 2x1 INTERNACIONAL 

Data: 18/04/1954 

Local: Maracanã, Rio de Janeiro 

Público: 19.638 (14.144 pags.)

Gols: Telê, aos 17' do 1º tempo e Waldo, aos 25' do 2º tempo (FFC); Canhotinho (SCI). 

BOTAFOGO 2x2 INTERNACIONAL 

Data: 21/04/1954 

Local: Maracanã, Rio de Janeiro 

Público: 16.023 (11.374 pags.)

Árbitro: Alberto da Gama Malcher 

Competição: Quadrangular Interestadual 

Gols: Canhotinho, aos 10', Dino, aos 28', Bodinho, aos 32' e Dino, aos 38' (1º tempo). 

Botafogo: Amaury, Araty, Orlando Maia e Floriano; Bob e Juvenal; Garrincha, Paulinho, Dino, Jayme e Vinícius (Neyvaldo). Técnico: Gentil Cardoso. 

Internacional: La Paz, Mossoró, Florindo e Oreco; Nélson Adams e Odorico; Solís, Aírton, Bodinho, Jerônimo e Canhotinho. Técnico: José Francisco Duarte Júnior (Teté). 

Fonte: Diário de Notícias. 

BOTAFOGO 3x1 FLUMINENSE 

Data: 25/04/1954 

Local: Maracanã, Rio de Janeiro 

Renda: Cr$251.189,10 

Público: 22.942 (16.803 pags.) 

Árbitro: Alberto da Gama Malcher 

Competição: Quadrangular Interestadual 

Gols: Waldo, aos 4' (1º tempo); Dino (2), aos 15' e 23' (este de cabeça) e Garrincha (de pênalti), aos 17' (2º tempo). 

Botafogo: Amaury, Thomé (Araty) e Floriano; Orlando Maia, Bob e Ruarinho; Garrincha, Paulinho, Dino, Carlyle e Vinícius. Técnico: Gentil Cardoso. 

Fluminense: Adalberto, Píndaro e Duque; Jair Santana, Édson e Bigode; Telê, João Carlos, Waldo, Róbson e Esquerdinha. Técnico: Francisco de Souza Ferreira "Gradim". 

Fontes: Diário de Notícias e O Jornal.   

FLUMINENSE 2x1 PALMEIRAS 

Data: 28/04/1954 

Local: Estádio de Laranjeiras, Rio de Janeiro 

Renda: Cr$ 66.074,30 

Público: 6.000 pagantes (est.) 

Gols: João Carlos, aos 7' do 1º tempo e Waldo,  aos 40' do 2º tempo (FFC); Jair Rosa Pinto (SEP). 

PALMEIRAS x INTERNACIONAL 

Nota: não realizado, tendo em vista que o Botafogo já era o campeão.

## Tabela
| Classificação Final | Classificação Final | Classificação Final | Classificação Final | Classificação Final | Classificação Final | Classificação Final | Classificação Final | Classificação Final | Classificação Final |
| Times               | Times               | Pts                 | J                   | V                   | E                   | D                   | GP                  | GC                  | SG                  |
| ------------------- | ------------------- | ------------------- | ------------------- | ------------------- | ------------------- | ------------------- | ------------------- | ------------------- | ------------------- |
| 1º                  | Botafogo            | 5                   | 3                   | 2                   | 1                   | 0                   | 9                   | 6                   | +3                  |
| 2º                  | Fluminense          | 4                   | 3                   | 2                   | 0                   | 1                   | 5                   | 5                   | 0                   |
| 3º                  | Internacional       | 1                   | 2                   | 0                   | 1                   | 1                   | 3                   | 4                   | -1                  |
| 4º                  | Palmeiras           | 0                   | 2                   | 0                   | 0                   | 2                   | 4                   | 6                   | -2                  |

## Premiação
| Torneio Quadrangular Interestadual |
| ---------------------------------- |
| · Botafogo · Campeão ·             |

## Artilheiros
1. Dino (Botafogo) - 6
2. Waldo (Fluminense) - 3

## Assistências
1. Garrincha (Botafogo) - 5